# Willem de Cock (1249-)

Wapen Willem de Cock

Willem de Cocq ook geschreven als Willem de Cock (ca. 1249-) was een zoon van Rudolf I de Cock van Weerdenburg (1210-1280) en Agnes van Cuyk (ca. 1224-).
Hij trouwde met Regula baronesse van Oppikon en slotvrouwe van Rapperswijl. Zij werd na Willems overlijden non te Ottenbach en is daar overleden op 87-jarige leeftijd. Uit zijn huwelijk zijn geen kinderen bekend.

Stamwapen Rapperswil
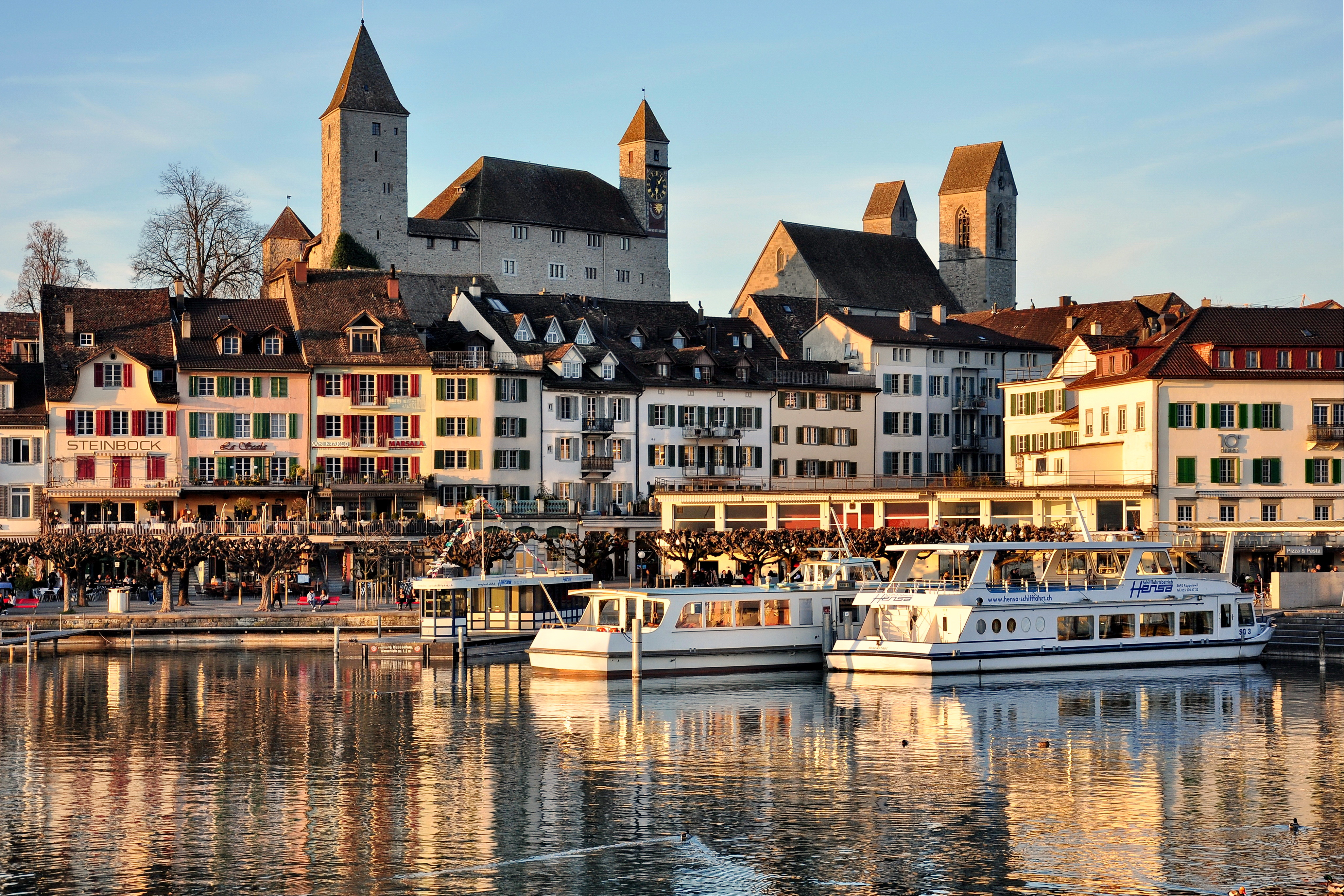
Slot Rapperswil
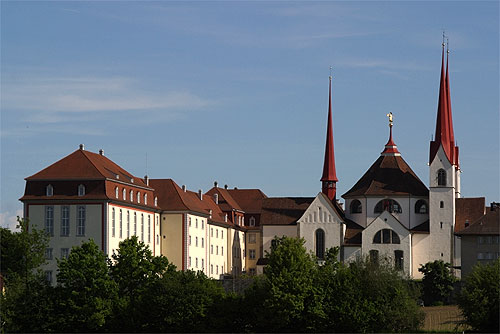
Klooster Muri bij Ottenbach